# Alfred Boyd

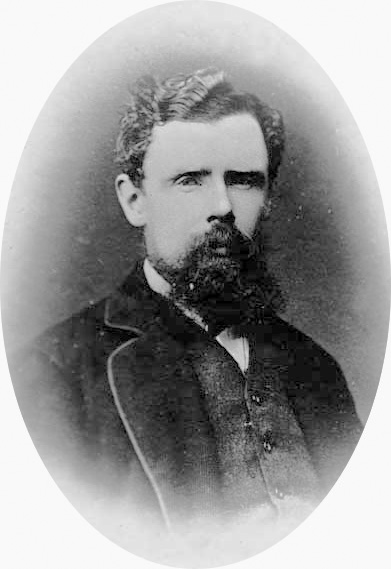
Alfred Boyd

Alfred Boyd (* 1836 in England; † 16. August 1908 ebenda) war ein kanadischer Politiker und Unternehmer. Vom 16. September 1870 bis zum 14. Dezember 1871 war er der erste Regierungschef der Provinz Manitoba. Das Amt des Premierministers im heutigen Sinne existierte noch nicht, weshalb er als Provinzsekretär (provincial secretary) bezeichnet wurde.

## Biografie
Über Boyds Herkunft und seine Jugend ist nichts Gesichertes bekannt. Es wird angenommen, dass er ab etwa 1858 in Ruperts Land in Erscheinung trat. Er war als Händler in der Red-River-Kolonie tätig und erwarb ein ansehnliches Vermögen. Aus der Politik hielt er sich heraus, so auch 1869 während der Red-River-Rebellion. Dennoch wurde er im Januar 1870 in den 40-köpfigen Rat gewählt, den Rebellenanführer Louis Riel einberufen hatte und der über das weitere Schicksal der Red-River-Kolonie entscheiden sollte. Boyd sprach sich gegen Riel als Vorsitzenden aus, war gegen die Gründung einer neuen Provinz und bevorzugte den Status eines Territoriums.
Nach dem Ende des Aufstandes und der am 15. Juni 1870 erfolgten Gründung der Provinz Manitoba ernannte Vizegouverneur Adams George Archibald Boyd zum Provinzsekretär, einer Art informellem Regierungschef. Bei den ersten Wahlen zur Legislativversammlung von Manitoba am 27. Dezember 1870 setzte sich Boyd im Wahlbezirk St. Andrew’s North durch. Einen Monat später ernannte ihn Archibald zusätzlich zum Minister für staatliche Bauvorhaben und zum Landwirtschaftsminister. Verschiedentlich musste sich Boyd Kritik gefallen lassen. Neu eintreffende Siedler aus Ontario beklagten sich über mangelnde Gefängnisse und Brücken, seinen überwiegend englischsprachigen Wählern missfielen eingeleitete Baumaßnahmen in der französischsprachigen Gemeinde Saint-Boniface und seine Zustimmung zur Gründung eines römisch-katholischen Bistums.
Angesichts dieses zunehmenden Drucks entschloss sich Boyd am 9. Dezember 1871, seine Ämter niederzulegen. Er zog in die Nordwest-Territorien und gehörte dort im Dezember 1872 zu den Gründungsmitgliedern des temporären Parlaments. Diesem gehörte er bis zur Auflösung im November 1876 an. Von März bis Oktober 1873 gehörte er vorübergehend der Regierung Manitobas als Bildungsminister an. Nach seinem zweiten Rücktritt strebte er dort keine Wiederwahl an. Boyd zog um 1889 zurück nach England, wo er zahlreiche Grundstücke erwarb. Bei seinem Tod hatte der Grundbesitz einen Wert von 83.000 Pfund.